# レジス・ヴァルニエ
レジス・ヴァルニエ（Régis Wargnier、1948年4月18日 - ）は、フランスの映画監督、脚本家。
1992年の『インドシナ』でアカデミー外国語映画賞、ゴールデングローブ賞 外国語映画賞などを受賞。

## 主な監督作品
- 1986：『悲しみのヴァイオリン』 La Femme de ma vie[1]
- 1989：『罪深き天使たち』 Je suis le seigneur du château
- 1991：『インドシナ』 Indochine
- 1995：『フランスの女』 Une femme française
- 1995：『キング・オブ・フィルム/巨匠たちの60秒』Lumière et Compagnie (DVD題)
- 1999：『イースト/ウェスト 遙かなる祖国』 Est-Ouest
- 2005：Man to Man
- 2007：『サイン・オブ・デス』 Pars vite et reviens tard (DVDスルー)
- 2011：『直線』 La Ligne droite (TV5MONDE放映)
- 2014：『運命の門』 Le Temps des aveux